# Albert Baumann
Albert Baumann (fl. XIX secolo) è stato un tiratore a segno svizzero.

## Carriera
Partecipò al tiro a segno delle prime Olimpiadi moderne che si svolsero ad Atene. Si classificò all'ottavo posto nella carabina militare, con 1.294 punti.